# John Keenan

Bischofswappen von John Keenan

John Keenan (* 19. Dezember 1964 in Glasgow) ist ein schottischer Geistlicher und römisch-katholischer Bischof von Paisley.

## Leben
John Keenan studierte zunächst an der University of Glasgow, wo er 1988 den Bachelor of Laws erwarb. Anschließend studierte er am Päpstlichen Schottischen Kolleg (Pontifical Scots College) in Rom und erwarb an der Päpstlichen Universität Gregoriana das Lizenziat in Philosophie und das Baccalaureat in Theologie. Am 9. Juli 1995 empfing er das Sakrament der Priesterweihe für das Erzbistum Glasgow.
Nach Aufgaben in der Pfarrseelsorge wurde Keenan im Jahr 2000 Hochschulseelsorger an der University of Glasgow. Seit 2013 war er Pfarrer in Anderston und Diözesandirektor für die Berufungspastoral.
Papst Franziskus ernannte ihn am 8. Februar 2014 zum Bischof von Paisley. Die Bischofsweihe spendete ihm der Erzbischof von Glasgow, Philip Tartaglia, am 19. März desselben Jahres. Mitkonsekratoren waren der Erzbischof von Saint Andrews und Edinburgh, Leo Cushley, und der Altbischof von Paisley, John Aloysius Mone.